# Széchenyi István Szakkollégium

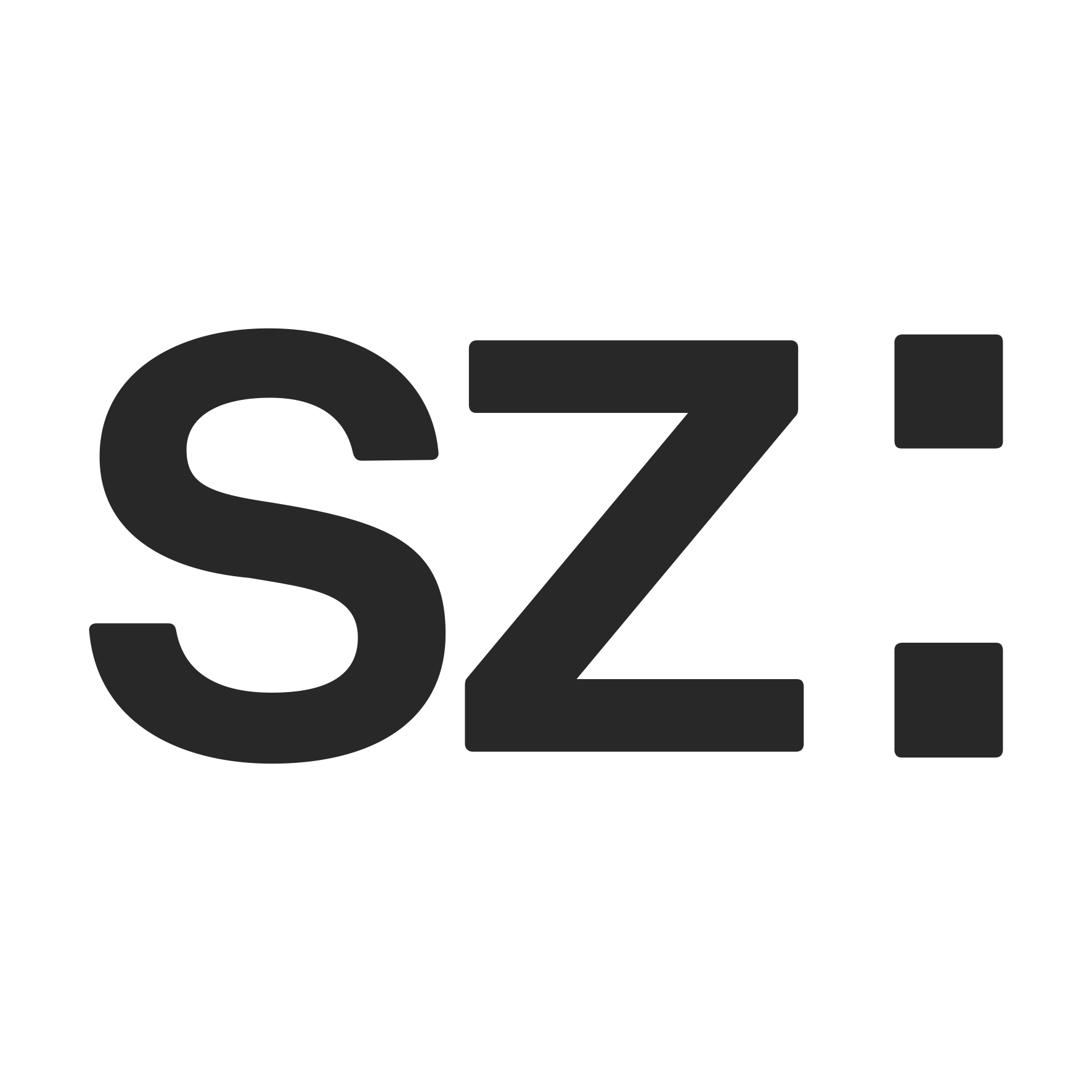
A Széchenyi István Szakkollégium logója

A Széchenyi István Szakkollégium (SZISZ) egy 1987-ben alapított szakkollégium Budapesten, melynek tagjait budapesti egyetemek hallgatói adják.
Fő céljának tekinti egy nyitott, innovatív és kritikusan gondolkodó szervezetként az egyetemi oktatást kiegészítő képzést és közösséget nyújtva a reális és kritikus társadalomtudományi és közgazdaság-tudományi felkészültség, gondolkodás és a közművelődés elősegítése a szakkollégiumban és az egyetemen; a nyitott, innovatív értelmiségi szakemberré és a demokrata, autonóm közösségi emberré válás ösztönzése, továbbá hogy élénk formálója legyen az egyetemi szakmai életnek.
A szakkollégium alapítása óta Széchenyi István nevét viseli, nemcsak a kiváló politikus és szakember előtt tisztelegve ezzel, hanem elsősorban a felelősségteljes és a közösség iránt elkötelezett személyt állítva példaként a tagok elé.

## Alapítás
A Széchenyi István Szakkollégiumot 1987 februárjában Gyöngyösön alapították. Története azonban korábbra, az 1980-as évek elejére nyúlik vissza.
1980 augusztusában B. Kiss Tamás és Moldovai Viktor vezetésével a Budapesti Közgazdaságtudományi Egyetemen (akkoriban még Karl Marx nevét viselte, ma Budapesti Corvinus Egyetem) megalakult a Közép-Európa Kör, amely előadások szervezésével hívta fel magára a figyelmet, elsősorban a közép-európaiság gondolatát állítva a középpontba. 1984-ig ezek a rendezvények és klubestek eseti jellegűek voltak. Ekkor azonban a szervezőgárda bővülésének köszönhetően az előadások és a klubgyűlések megsűrűsödtek, sőt egy évre rá szakmai önképzőkör jellegű programokra is sor került. Az évtized derekára a Közép-Európa Kör tematikája kibővült társadalompolitikai, politológiai és egyéb kérdésekkel. A csoport immár Közgáz Társadalomtudományi Klub néven hetente két-három előadást is szervezett, nem ritkán 100 fő feletti létszámmal, amely jelezte, hogy szükség van ilyen estekre. A Klub a klubmozgalomban is jelentős szerepet töltött be. Tagjai azonban elmélyültebb szakmai munkát akartak végezni, és így elérkezettnek látták az időt szakkollégiummá alakulásra.
1986. október 26-án a Ráday utcai kollégium 207-es szobájában gyűltek össze a Közgáz Társadalomtudományi Klub tagjai, és itt határozták el a szakkollégium megalapítását, melyet az 1986. október 28-ai klubgyűlésen hagytak jóvá. Az egyetem fenntartásokkal fogadta, míg a többi diákszervezet többsége egyértelműen támogatta az új szakkollégium megalapítását. Az akkori új oktatási törvény értelmében öntevékeny csoportot csak bejelenteni volt szükséges, míg új kollégiumot csak az egyetem alapíthatott, ezért az egyetlen lehetőség a Széchenyi István Szakkollégiumi Csoport megalakítása volt, és annak bejelentése az egyetem felé. Így 1987. február 22-én Gyöngyösön, 30 alapító taggal megalakult a Széchenyi István Szakkollégiumi Csoport, amely működését a magyar kollégiumi tradíciók valamint az angol college rendszer tapasztalatai és hazai alkalmazásának lehetőségei határozták meg.

## Története

### A rendszerváltás előtt
1987 júniusában, gyakorlatilag felvételi nélkül újabb 21 tagot fogadtak maguk közé az alapítók. Ekkor azonban a szakkollégiumba való bekerüléssel még nem járt együtt automatikusan kollégiumi férőhely. Csak fokozatosan sikerült elfogadtatni a Földes Ferenc Kollégiummal, hogy a szakkollégium saját szempontjai alapján veszi fel a tagjait, és ennek során nemcsak a szociális helyzetre van tekintettel. A szakkollégium néhány év alatt elérte, hogy 51 ággyal szabadon rendelkezzék egyetlen emeleten, és így a bentlakó primér közösség kialakulásának és fenntartásának egyik alapfeltétele teljesüljön.
A szakkollégium történetében igen fontos időszak volt 1987 ősze. Szeptember 26-27-én a kollégium kihelyezett ülését tartotta Verőcemaroson, amelyen a tagság többek között elfogadta működési alapelveit, illetve a szervezeti és működési szabályzatot. Két nappal később, szeptember 29-én került sor az első tisztségviselő-választásra. 1988-tól azonban a kollégium átállt a tavaszi tisztújítás rendszerére, ami azóta is érvényben van. 1988. február 1-jén az Egyetemei Tanács egyhangúlag elismerte a Széchenyi István Szakkollégium megalapításának tényét.

### A szakkollégiumok megfigyelése
Az 1980-as évek második felében egyre szervezettebbé váló szakkollégiumok a belső elhárítás figyelmét is fölkeltették. A rendszerkritikus nézeteket hangoztató fórumok, az ellenségesnek ítélt személyeket felvonultató rendezvények ellenőrzése a BM III/III-2. Osztály (ifjúsági elhárítás) feladata lett. A megfigyelés célja az ellenzéki utánpótlás kialakulásának megakadályozása, az egyetemisták kedvező politikai befolyásolása volt.

### Az 1990-es évek első fele
A kollégium harmadik évében, 1989. július 1-jén tartotta 10 fő részvételével a Végzett Széchenyi Szakkollégisták Társasága alakuló közgyűlését, mely szervezet a kollégiumot elvégzők legfontosabb fórumává vált.
Az 1990-es évek elején a szakkollégium elindult a professzionalizálódás útján. Fizetett tanárok vezette, szigorú számonkéréssel, a kizárás szankciójának figyelembevételével szervezett kurzusokból álló rendszert épített ki. Ez komoly konfliktusokat okozott a tagság körében, mert a kollégiumon belül voltak olyanok, akik bizonyos közösségi értékeket és az egyéni függetlenség értékeit féltették tőle. Ez a feszültség az egész időszakot jellemezte. Mindazonáltal egyre megbízhatóbban működtek a kurzusok, és a szakmai profil sem változott nagymértékben, továbbra is főként társadalomtudományi témákkal foglalkozott a kollégium.
1993-ban a kollégium elhatározta, hogy nem csak közgazdászhallgatók, hanem bármelyik budapesti felsőoktatási egyetemen tanuló diák jelentkezését elfogadja. Eleinte inkább szociológus, majd jogászhallgatók jelentkeztek a kollégiumba. Akkoriban nagy vitát kavart újításról mára már egyértelműen kiderült, hogy a kollégium hasznára vált, noha technikai és egyéb okokból a többséget továbbra is a közgazdászhallgatók képezik.
A szakkollégium a kezdetektől fogva szoros kapcsolatot tartott fenn a határon túli magyar diákszervezetekkel. A 90-es évek elején ez a viszony elsősorban a felvidéki magyar egyetemisták – az akkori Csehszlovákia különböző egyetemein, nem utolsósorban Prágában működő – szervezeteivel volt erős. Az évtized közepére ez a kapcsolat egy kicsit meggyengült, gyakorlatilag az október 6-ai aradi koszorúzásokra korlátozódott. Erre azonban a mai napig tradicionálisan minden évben sor kerül. A határon túli magyar egyetemistákkal kiépített szálak megerősödéséhez segített hozzá az 1994-ben első alkalommal Lakitelken pénzügyi és közép-európai politikai eszmetörténeti témában megszervezett nyári tábor, amely szintén hagyományt teremtett. A pénzügyi rész sikerének köszönhetően Pénzügyi Nyári Tábor, majd Pénzügyi Nyári Egyetem néven kerül megrendezésre mind a mai napig.
Az időszak nagy kihívásának számított a Diákbizottság reformja. Fölvetődött ugyanis, hogy választás helyett a Diákbizottság tagjait a DB-titkár jelölje ki, egyfajta munkacsapatot szervezve maga köré. A vita sokáig tartott, és az eredeti elvek megtartásával zárult. A szakkollégium „alkotmánya” kiállta a próbát.
Sikerült a szakkollégium gazdálkodását is professzionális módon, alapítványi formában megszervezni, amire nagy szükség is volt, mivel egyre több és nagyobb összegű pályázati forrás állt a kollégium rendelkezésére. Az 1989-ben létrehozott alapítvány a mai napig meghatározó szerepet tölt be a kollégiumi anyagi hátterének megszervezésében.

### Az 1990-es évek második fele és napjaink
1996 ismét a szakmai munka terén volt sorsfordító év, mivel ekkor vezették be azt a reformot, mely a bonyolult beszámolási és halasztási rendszert áttekinthetővé tette, kiépítette a lépcsőzetes kurzusrendszert (alapozó-, ismeretbővítő- és kutatókurzusok), megteremtette a lehetőséget a tutori képzésre, valamint a döntéshozatal megkönnyítésének érdekében a szakmai munkára vonatkozó szabályok nagy részét egységesítve, az SZMSZ-nek alárendelt, de önálló „jogszabályban” rögzítette. Három évre rá hasonló, a szakmai rendszer tartalmát érintő reformot határozott el a kollégium. Ennek során kialakultak az ún. sávok, amelyek alapján ma is szerveződnek a kurzusok, előadások.
A kollégium szervezeti–demokratikus életére a korábban megállapított formák és szabályok rögzülése a jellemző. Minden választott testület (a Diákbizottság, a Szakmai Tudományos Tanács és a Felvételi Bizottság) egymástól függetlenül működik, rendszeres, jól szervezett, de tartalmilag folyton megújuló tevékenységet folytat.
Az 1990-es évek második felében a Soros Alapítvány által kiírt pályázatok jelentették a legfontosabb forrást a szakkollégiumok számára. Ezen biztos háttér az évtized végén fokozatosan megszűnt. Ennek ellensúlyozására, a szakkollégiumi mozgalom – nem kis mértékben a Széchenyi kezdeményezésére – az állami költségvetésben képes volt saját jelentőségét elismertetni.
A szakkollégiumi szakmai rendszer a 2001-es évben nyerte el jelenleg is működő formáját. Az év első felében vezettük be az opponensi rendszert, amelynek keretében a tagok beszámolóit nem tanáruk, hanem egy külső – a témában szakértő – személy bírálja el. Az év második felében pedig a hétvégi intenzív képzést az egyéni kutatómunkával párosító ún. Repülő-egyetemekkel egészült ki a szakmai rendszer. A szakmai munka egyik fokmérőjének tekintett tudományos diákköri dolgozatok versenyében a szakkollégium tagjai mind mennyiségi, mind minőségi szempontból megállják a helyüket.
A szakkollégium 2002-ben ünnepelte megalakulásának tizenötödik évfordulóját. Ennek keretében került sor egy Jubileumi Konferencia megrendezésére, melyen különböző szakkollégiumi generációk mutatták be a kollégiumot úgy, ahogy ők tagságuk alatt látták. Az alapítókat és az őket követő generációkat hallgatva egyértelművé válhatott mindenki számára, hogy a kollégium immár felnőttkorba lépett.
A 2010-es év anyagi háttér rendbetételével kezdődött, és finanszírozási problémákkal folytatódott, amelyet – ha csak átmenetileg is – az őszi félév elejére sikerült megoldani. Előtérbe került az újonnan felvettek integrációjának előmozdítása, amely a kollégiumi közösség összetartozását hivatott erősíteni. Szakmai programok tekintetében az egyetemi oktatás újabb és újabb kihívásokat eredményez, melynek köszönhetően a hiánypótló alapozó felkészítés helyett egyre jobban előtérbe kerülnek az egyetemi tananyagra épülő, de azon túlmutató kurzusok. Ezért is tartozik legfontosabb feladataink közé források biztosítása, hiszen ennek hiányában a hosszú távú tervezés egyik alapvető feltétele hiányozna.

## Célja
A Széchenyi István Szakkollégium (SZISZ) fő célja az egyetemi oktatást kiegészítve a reális, kritikus társadalomtudományi és közgazdaságtudományi felkészültség, gondolkodás és a közművelődés elősegítése a szakkollégiumban és az egyetemen; a nyitott, innovatív értelmiségi szakemberré és a demokrata, autonóm közösségi emberré válás ösztönzése.
A fentiek érdekében a magyar történelem szakmai és önkormányzati téren is színvonalas kollégiumi hagyományaira támaszkodunk, figyelembe véve az angolszász college-ok tapasztalatait és honi alkalmazási lehetőségeit.
A szakkollégium fő feladatai
- tagjai számára – az egyetemi kötelezettségek eredményes teljesítése mellett, azokon túlmenő – egyéni és közös alkotó, kutatómunka feltételeinek biztosítása
- közgazdaság-tudományi és más társadalomtudományi kurzusok működtetése
- profiljába illő előadások, szaktáborok, kirándulások szervezése
- demokratikus közélet, emberléptékű közösségi élet folytatása, közéleti tevékenység a közvetlen pártpolitizálástól mentesen
- részvétel az egyetem szakmai és közéletében, együttműködés hasonló profilú, célú intézményekkel
- az emberhez méltó életmód elemei megvalósításának elősegítése (egészség, sport, baráti kapcsolatok stb.)
- kapcsolatok ápolása hasonló profilú szervezetekkel, és más jogi és magánszemélyekkel

## Szervezeti felépítése
Bármely szervezet működésének elengedhetetlen feltétele egy jól szervezett és felépített intézményi struktúra. A kezdeti anarchikus állapotok után mára egy kiforrottnak tekinthető és évek óta jól működő, több pilléren nyugvó rendszer jött létre. Az alábbiakban áttekintő jelleggel bemutatjuk a kollégium szervezeti kereteit, amelyek nagyban meghatározzák működését és mindennapjait.
A Széchenyi István Szakkollégium legfőbb döntéshozó szerve a szakkollégiumi gyűlés, ahol minden tagnak szavazati joga van, választhat és választható. Ez a fórum hivatott arra, hogy megalkossa és módosítsa a kollégium szervezeti és működési szabályzatát, illetve személyi kérdésekben, tisztségviselők választásában döntsön.
A Szakkollégium igazgatója tapasztalatával és szakmai tudásával segíti a kollégium működését, képviseli az egyetem vezetése, illetve más külső személy előtt a szakkollégium testületi véleménye alapján.
A seniori tisztséget tradicionálisan a frissen végzett sziszesek töltik be. Legfőképpen a kollégium szakmai és közösségi életének előremozdításában vállalnak szerepet.
A szakkollégiumi gyűlés minden márciusi ülésén megválasztja a Diákbizottság (DB) hat tagját és titkárát, amely testület szeptemberben kiegészül két, az újonnan felvett szakkollégisták által maguk közül választott személlyel. A DB-titkár a legfontosabb tisztségviselő a szakkollégiumban, mivel ezen poszt betöltője felelős a kollégium mindennapi zavartalan működéséért és az operatív döntésekért. A DB-ülés a szakkollégium életében felmerülő kérdések megvitatásának, a napi döntések meghozatalának és a sokoldalú információáramlásnak a színtere, a szakkollégium folyamatos, demokratikus működésének fóruma. A Diákbizottság dönt a szakkollégium életének egészét érintő, de nem stratégiai jelentőségű ügyekben.
A kollégium másik fontos intézménye a Szakmai és Tudományos Tanács (SzTT), amely az utóbbi években rendszerint hat tagból és az elnökből áll, és a szakmai munka koordinálásáért felelős. E testület szervezi meg – a tagok véleményét, igényeit szem előtt tartva – a kurzusokat, előadásokat, más szakmai rendezvényeket, illetve az elő-TDK-t.
A Felvételi Bizottság (FEB) a kollégiumi tagok utánpótlásáért, rekrutációjáért felelős. A testület általában hat FEB-tagból és a FEB-elnökből áll. Ez a szervezet irányítja a kollégium marketingjét az első és másodéves egyetemisták körében, szervezi meg a felvételit, valamint dönt arról, hogy kik kerüljenek be a kollégiumba.
A gazdasági felelős kezeli a kollégium pénzügyeit, tartja a kapcsolatot a Széchenyi István Szakkollégium Alapítvány kuratóriumának tagjaival. A DB-titkárral egyetértésben készíti el és nyújtja be a kollégium költségvetését a Diákbizottságnak.
A Kollégium egyéb tisztségviselői közé tartoznak a könyvtárfelelősök és a számítógép-felelősök. Ezenkívül a szakkollégiumi gyűlés ad hoc bizottságokat, felelősöket választhat meg egy-egy terület irányítására.

## Széchényi István Szakkollégium röviden
„Ma a szakkollégium dacos kő a felsőoktatási tömegcikkgyártás nyomasztó sodrában, mert igyekszik visszatalálni a tudományos eszményekhez, a míves szakmai munkához. Szellemi horizontját megkísérli az átlagos egyetemi képzési szint fölött tartani. Szakmai érdeklődése nem áll meg a közgazdaságtan határain, hanem sikerrel ostromolja a politikai filozófia, a szociológia, az antropológia és más társadalomtudományok kapuit is.
A szakkollégium fontos jellegzetessége, hogy tagjaink nem egyszerűen olyan hallgatók, akik néhány év tanulás után magasan képzetten hagyják el összes termeinket, hanem élő közösség. Olyan autonóm társaság, amely maga választja meg vezetőit és maga határozza meg a belső szakmai fejlődését folyamatosan orientáló mércéket. S természetesen a közösség önmaga dönt arról is a felvételi során, hogy kikkel szeretne a továbbiakban együtt dolgozni, kikben lát ígéretet a szakkollégiumi hagyományok továbbvitelére. A szakkollégium olyan kezdeményezések táptalaja, amelyekben fokozatosan kristályosodnak ki a közösen vallott elvek és értékek, és amelyek valódi és élő közösséggé kovácsolják a tagok összességét.
E közösség működése alapvetően a közvetlen demokráciára épül: bárki bármikor aktívan szólhat bele a szakkollégiumi ügyek menetébe, vállalhat munkát, kezdeményezhet programot, képzést. A szakkollégium a folyamatos és intenzív viták világa: arról, hogy ki legyen a Diákbizottság vezetője és arról, hogy ki rakja rendbe a könyvtárat, arról, hogy milyen neves szaktekintélyeket hívjunk meg előadást vagy kurzust tartani és arról, hogy hol legyen a Téli Tábor. Ezek a viták avatják be tagjainkat a demokratikus normák gyakorlása során az érvelés csodálatos művészetébe.”

## Végzett Széchenyi István Szakkollégisták Társasága
1989-ben alakult meg a Végzett Széchenyi István Szakkollégisták Társasága (VSzSzT), melyben a Szakkollégiumot sikeresen elvégzettek mellett a leköszönt igazgatók, nevelőtanárok és seniorok is taggá válnak. A társaság céljai közé tartozik, hogy a valaha volt Széchenyisek tartsák egymással a kapcsolatot, félévente legalább egyszer-kétszer találkozzanak. E szervezet az egyetlen formális kapocs a jelenlegi tagság és a végzettek között, ami tovább növeli jelentőségét.